# Werner Gysin
Werner Gysin (18 de julho de 1915 – 1998) foi um matemático suíço, que introduziu o homomorfismo de Gysin
em seu único artigo publicado (Gysin 1942).
Gysin obteve um doutorado no Instituto Federal de Tecnologia de Zurique em 1941, orientado por Heinz Hopf e Eduard Stiefel, com a tese Zur Homologietheorie der Abbildungen und Faserungen von Mannigfaltigkeiten.